# トア・ハラフィヒ
トア・ハラフィヒ（Toa Halafihi、1993年11月27日 - ）は、ユナイテッド・ラグビー・チャンピオンシップ、ベネットン・ラグビーに所属するラグビーユニオン選手。

## プロフィール
- ニュージーランド、ギズボーン出身[1]。
- ポジションはフランカー(FL)、ナンバーエイト(No8)。
- 身長 191cm、体重 102kg
- イタリア代表キャップは12（2024年2月現在）でラグビーワールドカップ2023のイタリア代表に選ばれた[2]。

## 略歴
パーバティバイ、タラナキ、ハリケーンズ、リヨンOUを経て、2018年、ベネットンに加入。 